# Гепнер, Карл Людвиг
Карл Людвиг (Карл Фёдорович) Гепнер (1833—1874) — российский медик, профессор оперативной хирургии Санкт-Петербургской медико-хирургической академии; доктор медицины.

## Биография
Карл Людвиг Гепнер родился 7 сентября 1833 года в семье мельника. Окончив гимназию в Митаве (ныне Елгава) поступил в 1854 году казенным студентом в столичную медико-хирургическую академию (ныне Военно-медицинская академия имени С. М. Кирова). Его любовь его к анатомии и способности к препарированию были настолько велики, что, будучи еще студентом четвёртого курса, он с 15 декабря 1857 года официально считался ассистентом профессора Венцеслава Леопольдовича Грубера.
В 1859 году, окончив курс со званием лекаря и наградой (серебряной медалью), Гепнер по ходатайству конференции был на три года прикомандирован ко 2-му сухопутному госпиталю и анатомическому институту для усовершенствования. В институте Гепнер исправлял должность ассистента профессора Грубера и в 1860 году помогал ему в бальзамировании тела императрицы Александры Фёдоровны; в том же году Гепнер поступил сверхштатным ординатором в женское отделение хирургической клиники.
В 1862 году он поднес музею нормальной анатомии 11 препаратов костных частей органа слуха и в том же году представил в конференцию диссертацию: «О третьей сжимающей прямую кишку мышце (Sphincter recti s. ani tertius)» и, защитив её 17 марта того же года, был удостоен степени доктора медицины.
В октябре 1862 года Карл Людвиг Гепнер был избран на должность прозектора и с согласия профессора Грубера испросил разрешение исправлять обязанности ординатора при профессоре Александре Александровиче Китере.
В 1866 году ему было поручено конференцией чтение лекций описательной анатомии, причём он был освобожден от дежурств в женском отделении хирургической клиники; по этому поводу профессор Китер, характеризуя Гепнера самым лестным образом как «дельного и труднозаменимого помощника», просил оставить его при нем для продолжения занятий по хирургии. Ходатайство это конференцией было удовлетворено.
2 января 1868 года Гепнер был назначен преподавателем пластической анатомии в Императорской Академии художеств; на этой должности он оставался до самой смерти.
3 февраля 1868 года он был послан конференцией медико-хирургической академии на один год за границу для усовершенствования, причём усердно занимался анатомией в Берлине и в Тюбингене у профессора Губерта фон Лушка. Он изучал различные способы изготовления анатомических препаратов, занимался гистологией, посетил университеты в Берлине, Галле, Франкфурте, Бонне, Гейдельберге, Тюбингене, Мюнхене, Вюрцбурге, Дрездене, Вене, Цюрихе, Париже, Лионе и Лондоне, кроме того, госпитали в Гамбурге и Женеве. Гепнер осмотрел анатомические музеи и по поручению президента академии Дубовицкого исследовал устройство водопроводных сооружений в анатомических театрах Берлина и Парижа.
4 мая того же года Гепнер по просьбе профессора Грубера, с которым у него испортились отношения, был отчислен от анатомического института и назначен прозектором при академии. По возвращении Гепнера в Петербург (1 марта 1869 года), по просьбе профессора Ландцерта ему было поручена конференцией прозектура при кафедре описательной анатомии с преподаванием некоторых её отделов.
25 июля 1870 года Карл Людвиг Гепнер вновь был командирован за границу для усовершенствования в военно-полевой хирургии; средства были ему предоставлены Великой Княгиней Еленой Павловной. С 1 сентября по 19 декабря 1870 года Гепнер заведовал лазаретами в Саарбрюкене со званием главного врача и хирурга-консультанта. Результатом многочисленных наблюдений, сделанных им в это время, явился целый ряд работ по полевой хирургии.
24 декабря 1870 года он вернулся в Петербург и в августе 1871 года определен адъюнкт-профессором оперативной хирургии и хирургической анатомии. На эту должность он был назначен военным министром по докладу главного военно-медицинского инспектора (6 августа 1871 года), так как баллотировкой конференции не был избран.
4 февраля 1873 года Гепнер был назначен сверхштатным экстраординарным профессором, а в августе произведен в статские советники. Он преподавал также анатомию в гимнастическом обществе и фельдшерицам, учившимся в бараках, устроенных Обществом попечения о раненых и больных воинах (Рождественские фельдшерские курсы); там же он был консультантом по хирургии.
С 1872 по 1874 год Гепнер участвовал ежегодно в съездах германских хирургов. За деятельность свою во время франко-прусской войны он был награждён орденом Короны 4-го класса с красным крестом и медалью в память войны.
Карл Людвиг Гепнер умер 10 октября 1874 года и был погребён на Волковом лютеранском кладбище города Санкт-Петербурга.

## Избранная библиография
1) "Drei. Operationsfälle der Blasenscheidenfistel" ("St.-Pet. Med. Zeitschr.", 1862, Bd. IV);
2) "Ein Fall von Bildungshemmung des Mesenterium und Rudiment der Vasa omphalo-enterica" (Id., 1863);
3) "Complicirte Fistula vesico-vaginalis" (Id., 1864, Bd. VII);
4) "Замечательный случай ущемления кишок" ("Мед. Вестн.", 1864, № 23);
5) "Zur Casuistik der Blasenscheidenfistel" (Id., 1865, Bd. ІХ): "К казуистике пузырно-влагалищного свища" ("Мед. Вестн.", 1865, №№ 39—45, 47—50);
6) "Ueber Hypospadie beim Weibe" ("Monatschr. f. Geburtsh.", 1865, Bd. XXVI): "Расщепление задней стенки мочеиспускательного канала y женщины" ("Мед. Вестн.", 1865, №№ 26, 27, 29);
7) "Два замечательных случая сужения дыхательных путей" ("Мед. Вестн.", 1866, №№ 24—26);
8) Дополненный перевод руководства Гофмана: "Основание анатомии человека", СПб., 1867 и 1874;
9) "Анатомическое исследование ножки кисти яичника" (в соч. Красовского: "Об овариотомии");
10) "О снаряде Сюрсена, употребляемом при расщеплении неба" ("Мед. Вестн.", 1868, №№ 38 и 39);
11) "Aneurisma der Arteria mesenterica superior" ("Jahrbuch. d. Gesellsch. d. Aerzte", Wien, 1868);
12) "Zwei und zwanzig Fälle der Fistula vesico-vaginalis" ("Monatschr. f. Geburtshülfe u. Frauenkrankh.", 1869, Bd. XXXIII, H. 2);
13) "Die Doppelschlinge bei der Dammaht" ("Langenbek's Arch.", 1869, Bd. X, H. 2): "О новом способе сшивания промежности" ("Мед. Вестн.", 1869, №№ 40—47);
14) "Beschreibung eines mit multiplen Exostosen behaftenen Sceletts" ("Jahrb. d. Gesellsch. d. Aerzte in Wien", 1869, Bd. XVII, H. 3);
15) "Ueber ein eigenthümliches optische Verhalten der quergestreiften Muskelfaser" ("Arch. f. mikrosk. Anat.", 1869, Bd.V, H. 1): "О видимых изменениях поперечно-полосатого мышечного волокна при его сокращении" ("Мед. Вестн.", 1870, №№ 27—35);
16) "Ueber die feinere Strictur der Glandula carotica" ("Virchow's Arch.", 1869, Bd. XLVI, H. 4);
17) "Beobachtungen u. Untersuchungen über eingekeilte Schenkelhalsbrüche" ("Jahrb. d. Ges. d. Aerzte, in Wien", 1869, Bd. XVII, H. 3);
18) "Анатомическое Исследование связи, соединяющей Сиамских близнецов" ("Мед. Вестн.", 1870, №№ 22 и 23);
19) "Ueber einige klinisch wichtige Hemmungsbildungen der weiblichen Genitalien" ("St.-Pet. med. Zeitschr.", 1870, Bd. I);
20) "Ueber den wahren Hermaphroditismus beim Menschen" ("Arch. Reichert's u. du-Bois-Reymond's, 1870);
21) "Раненые в Берлине" ("Мед. Вестн.", 1870, № 34);
22) "Военно-хирургический очерк Саарбрюкена" (там же, № 39);
23) "О развозной (эвакуационной) комиссии в прусской армии" (там же, № 43);
24) "На развалинах Страсбурга" (там же, № 46);
25)"Мец и его окрестности в военно-санитарном отношении" (там же, №№ 47 и 48);
26) "Результаты наблюдений над устройством военно-полевой хирургии в германских госпиталях" (Устн. сообщ. в засед. О-ва Русск. Врачей, "Тр. О-ва" за 1870—1871 гг.);
27) "О частной помощи на войне" ("Вестн. попеч. о ранен. и больн. воинах", 1871, №№ 8 и 9);
28) "Об употребительнейших в кампанию 1870 г. мелких огнестрельных снарядах и свойствах причиняемых ими ран" ("Мед. Вестн.", 1871, №№ 9— 11);
29) "Об огнестрельных ранах головы" (там же, №№ 17—20);
30) "Об огнестрельных повреждениях больших сосудов" (там же, №№ 30—33);
31) "Наблюдение над огнестрельными ранами туловища" (там же, №№ 40—43);
32) "Огнестрельные раны конечностей" (там же, №№ 50—52);
33) "Военно-хирургические наблюдения во время франко-германской войны 1870 г.", СПб., 1872 г. — в этой книге собраны вышеупомянутые статьи №№ 21—25 и 27— 32, с прибавлением очерка: "Четыре месяца на театре войны" (за поднесение экземпляра этой книги Г. Высочайше награждён бриллиантовым перстнем);
34) "Оперативные случаи хирургического барака" ("Отч. барачн. отд. при Рождественской гор. больн. за 1872 г.");
35) "Ueber das Aneurisma der Art. lienalis" ("St.-Pet. med. Zeitschr.", 1872, Bd. III, Н. 13);
36) "Zur Technik der Perineoterhaphie" ("Langenb. Arch.", 1873, Bd.XV);
37) "Второй съезд германских хирургов" ("Вестн. Общ. попеч. о ранен. и больн. воинах", 1873, № 5);
38) "3-й съезд германских хирургов", СПб., 1874; 39) "Краткое руководство оперативной хирургии", в двух частях; посмертн. изд., 1-й вып., 1876; 2-й вып., 1880 год.